# Укрина
Укрина је река у западном делу Републике Српске, БиХ, десна притока реке Саве, у коју се улива 3 km северно од насеља Кораће, односно 10 km југозападно од Брода. Настаје од Велике Укрине и Мале Укрине. Дужина тока Укрине од извора Велике Укрине (Лукавац) према неким изворима је 119,3 km а према подацима Републичког завода за статистику РС 80,9 km. Површина слива износи 1.515,4 km².
Укрина је река малог тока, са разгранатим извориштем, која тече побрђима између доњих токова Босне и Врбаса. Поред изворишних кракова Велике Укрине и Мале Укрине чине је и токови: Манастирке, Беровице, Каменице, Мрке и Јелове реке. Стари назив ријеке Укрине је Дерава који је носила прије доласка Украјинаца у ове крајеве, ријека Дерава под именом се спомиње под тим именом још у вријеме краља Стефана Драгутина